# Corroios
Corroios é uma vila portuguesa sede da Freguesia de Corroios do Município do Seixal, freguesia com 16,92 km² de área e 50806 habitantes (censo de 2021), tendo, assim, uma densidade populacional de 3 002,7 hab./km².
Em 2021 a freguesia de Corroios era a décima freguesia portuguesa em número de habitantes. Foi criada em 1976.
Mais tarde, em 1993, a povoação de Corroios foi elevada à categoria de vila.
Pertencem à freguesia de Corroios, para além da vila, localidades como Vale de Milhaços, Alto do Moinho, Santa Marta do Pinhal, Miratejo, Pinhal do Vidal e Verdizela.

## Demografia
A população registada nos censos foi:
Nota: a freguesia foi criada pelo decreto-lei nº 241/76, de 7 de abril, com lugares desanexados da freguesia de Amora.
| Ano  | 0-14 Anos | 15-24 Anos | 25-64 Anos | > 65 Anos |
| 2001 | 7534      | 7199       | 27588      | 4154      |
| 2011 | 7646      | 5069       | 28022      | 6924      |
| 2021 | 7316      | 5427       | 26881      | 11182     |

## História
Os primeiros vestígios da ocupação humana na região de Corroios são do tempo da ocupação romana, e situam-se na Quinta do Rouxinol.
Em 1385 D. João I doou ao Condestável Nuno Álvares Pereira algumas terras na Freguesia de Corroios, onde criou uma quinta. Em 1403, D. Nuno mandou edificar o primeiro moinho de maré do concelho do Seixal, o Moinho do Castelo.
Na época dos Descobrimentos, foi uma zona de abastecimento muito importante.
A paróquia de Corroios, fundada em 1369, fazia parte do termo de Almada cujos territórios são os actuais de Almada e Seixal. Com a criação do Concelho do Seixal, a Paróquia de Corroios foi anexada à de Amora, até 7 de abril de 1976, quando foi fundada a Freguesia de Corroios. D. António Ribeiro, Cardeal-Patriarca de Lisboa, em 1975, restaura a Paróquia de Corroios, sendo que será D. Manuel Martins a nomear o primeiro pároco da paróquia restaurada, o Pe. António Bennetti.
Em 1982, foram detetados fornos cerâmicos de produção doméstica e ânforas na Quinta do Rouxinol.
O nome dado a esta freguesia, Corroios, provém da existência de pequenos arroios, detectados antes do século XVIII, conforme explicação dada pelo pároco, Pedro Simões Duarte, nas Memórias Paroquiais em 1758: "a quem talvez os antigos pusessem este nome por ficar ao sul dela do Nascente a Poente um não pequeno campo baixo e tão húmido que ainda em o mais ardente, e dilatado verão conserva alguns arroios ainda que pequenos de águas, que nascidas do Poente, correm por entre os brejos ao mar".
Até ao final do século XIX a freguesia de Corroios foi essencialmente rural, dividida por quintas de fidalgos e nobres.
Nas últimas décadas a freguesia de Corroios cresceu e desenvolveu-se muito, sendo nos dias de hoje, uma população essencialmente urbana. No dia 20 de maio de 1993 a povoação de Corroios foi elevada a vila.

## Património

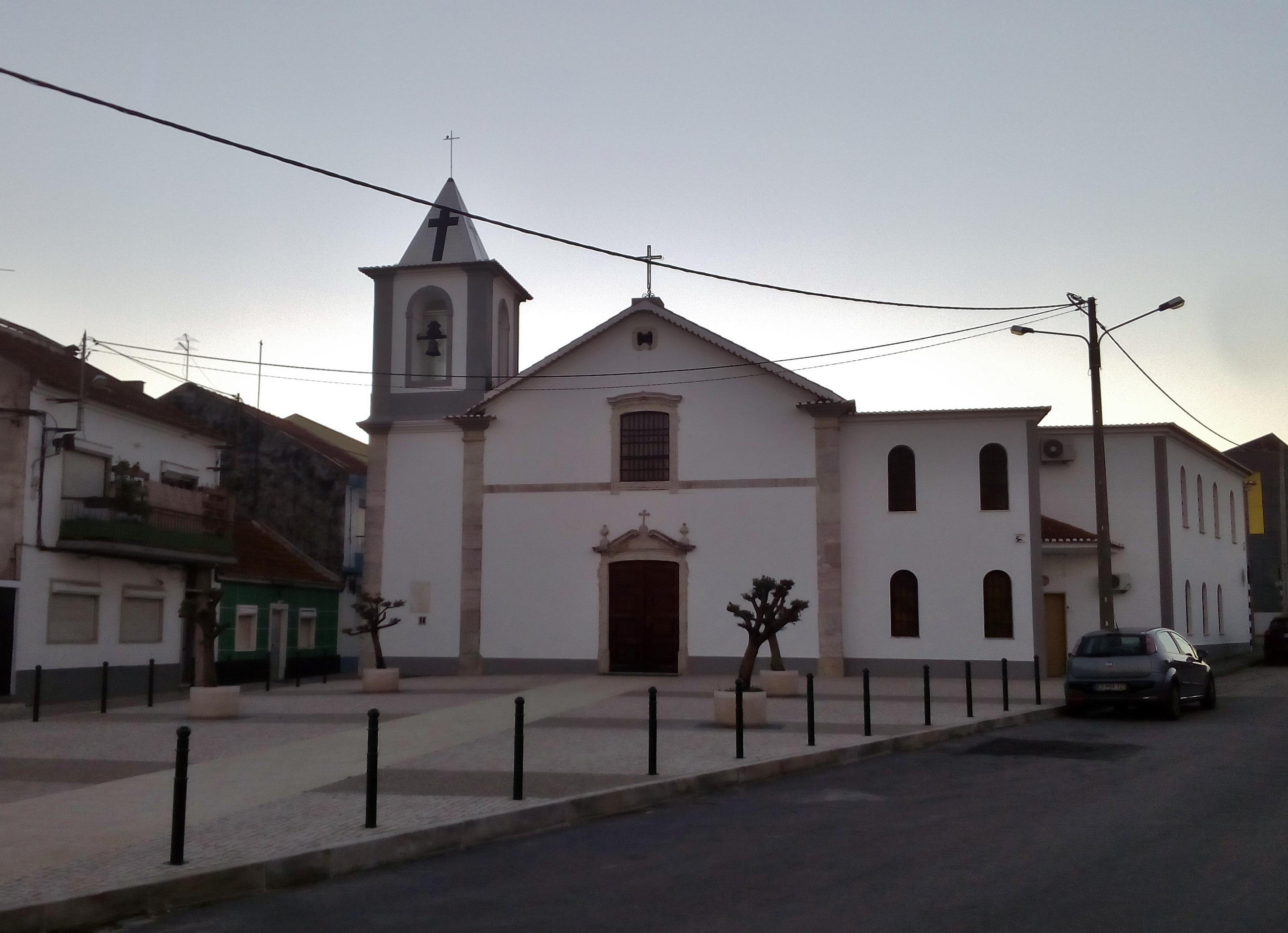
Igreja de Nossa Senhora da Graça

- Olaria romana da Quinta do Rouxinol
- Moinho de Maré de Corroios ou Moinho do Castelo
- Fábrica de Pólvora de Vale de Milhaços ou Fábrica da Pólvora Negra
- Igreja de Nossa Senhora da Graça
- Igreja de Vale de Milhaços

## Cultura
- Festival de Música Moderna de Corroios, em março
- Concurso de Fotografia de Corroios, em junho
- Animação de Espaços Públicos, em julho
- Festival de Vídeo de Corroios - VIDEOCOR, em novembro
- Semana Cultural, em novembro